# Jan Cober
Jan Cober (Thorn, 1951) is een Nederlands dirigent en klarinettist.

## Levensloop
Jan Cober is afkomstig uit een heel muzikale familie uit het witte stadje Thorn. Op 12-jarige leeftijd begon hij klarinet te spelen. Jan Cober was klarinettist in de Koninklijke Harmonie van Thorn, waar zijn vader ook klarinet speelde. Zijn studies deed hij in de vakken orkestdirectie en klarinet aan het Conservatorium Maastricht en rondde beide studies met een Prix d'Excellence af. Hij was vanaf 1972 tot 1977 eerste klarinettist bij het Nederlands Omroeporkest en vanaf 1977 soloklarinettist bij het Residentie Orkest in Den Haag. Bij de befaamde dirigenten Willem van Otterloo en Ferdinand Leitner voltooide hij zijn vakbekwaamheid als dirigent. Bij de NOS cursus voor dirigenten onder leiding van Neeme Järvi behoorde hij tot de finalisten.
Sinds 1976 is hij verbonden als docent en later als professor voor klarinet en orkestdirectie aan het Brabants Conservatorium te Tilburg, het Conservatorium Maastricht en aan het Utrechts Conservatorium. Verder is hij verbonden aan het Europees opleidingsinstituut voor dirigenten in het Italiaanse Trente.
Als gastdirigent leidde hij meerdere concerten bij vrijwel alle Nederlandse Symfonie-orkesten (Limburgs Symfonie Orkest, Residentie Orkest, Frysk Orkest, Overijssels Philharmonisch Orkest, Noordhollands Philharmonisch Orkest, diverse NOS-orkesten en in 1983 het debuut bij het Amsterdams Philharmonisch Orkest) en het Filharmonisch Orkest van Vlaanderen. Hij was verschillende malen gastdirigent in Berlijn, Sydney, Boston, Ostrava en in het Spaanse Valencia. Als dirigent van het harmonieorkest van de Europese Gemeenschap was hij onder andere in Portugal. In Nederland dirigeerde hij naast de harmonieorkesten van het Brabants Conservatorium te Tilburg en het Conservatorium Maastricht ook het Nationaal Jeugd Harmonie Orkest en verder de amateurharmonieorkesten Harmonie "St. Pancratius" (1970-1972), Koninklijke Harmonie "Eendracht maakt Macht" (1973-1979 en 1981-1983), Fanfare Koninklijke Stedelijke Muziekvereniging "Kunstliefde en Vriendschap" - Leerdam (1975- 1980); Harmonieorkest "Concordia" (1977-1983 en 1990-1993), harmonie St. Lucia in Neeritter, Koninklijke Harmonie "Sophia's Vereeniging" (1980-1993), Harmonieorkest "L'Union" (1971-1980 en 1993-1995), Koninklijke Harmonie "Sainte Cécile" (vanaf 1995), Koninklijke "Harmonie Deurne" (1999-2003) en vooral de Koninklijke Harmonie van Thorn (1984-2004 en vanaf 2017).
In 2009 en 2013 werd hij met de Koninklijke Harmonie "Sainte Cécile" tijdens het Wereld Muziek Concours te Kerkrade wereldkampioen in de concertafdeling van de sectie harmonie.
Gastdirigent is hij verder van het symfonisch blaasorkest van het Zwitserse Leger, de Banda Sinfonica Municipal de Madrid en sinds augustus 2002 is hij chef-dirigent van het Rundfunk Blasorchester te Leipzig. Ook is hij vanaf die tijd artistiek leider van de Bläserakademie Sachsen in Leipzig.
- Bibliothèque nationale de France: cb15034211n (data)
- International Standard Name Identifier: 0000 0000 0280 4484
- MusicBrainz: 309c8253-96fe-4767-9caf-ee14a111a1cd
- Nederlandse Thesaurus van Auteursnamen: 289021480
- Virtual International Authority File: 7668488
- WorldCat: E39PBJdh6VtjhqVh4bYTVfX68C